# Asterix & Obelix - Missione Cleopatra
Asterix & Obelix - Missione Cleopatra (Astérix & Obélix: Mission Cléopâtre) è un film del 2002 diretto da Alain Chabat.
È il secondo di quattro film ispirati ai fumetti di René Goscinny e Albert Uderzo, preceduto da Asterix & Obelix contro Cesare e a cui seguiranno Asterix alle Olimpiadi e Asterix & Obelix al servizio di Sua Maestà. In particolare è un adattamento dal fumetto Asterix e Cleopatra, che in precedenza era già stato soggetto dell'omonimo film d'animazione.

## Trama
Nel suo palazzo, la regina Cleopatra sta litigando con Cesare su quale dei rispettivi popoli sia il più grande. La contesa si risolve con una scommessa: se Cleopatra riuscirà in soli tre mesi a far costruire un sontuoso palazzo per Cesare, egli si inchinerà al popolo egiziano. A tale scopo Cleopatra manda a prendere l'architetto Numerobis, impegnato nella lenta costruzione della casa di Emorroidis, e gli intima di dirigere i lavori del palazzo di Cesare, pena il farsi divorare dai coccodrilli nel caso non rispetti i tempi. Poco prima di allontanarsi dal palazzo, Numerobis viene avvicinato dal perfido collega Ipodermoclis, che gli giura vendetta per non essere stato scelto come architetto al posto suo. Mentre Numerobis è impegnato a misurare il terreno per il palazzo, lo raggiunge il suo scriba Otis, il quale afferma sconsolatamente che bisognerebbe avere dei poteri magici per rispettare i tempi: Numerobis allora ricorda che suo padre gli parlava di un druido in grado di preparare una pozione magica che donasse poteri sovrumani, così parte per la Gallia in cerca di Panoramix. Dopo qualche esitazione, il druido acconsente ad aiutarlo, accompagnato da Asterix, Obelix e Idefix. Durante il viaggio incontrano i pirati di Barbarossa, i quali, riconoscendo i galli, si autoaffondano dal timore di essere malmenati.
Quando i nostri arrivano in Egitto, mancano due mesi al termine dei lavori, e il palazzo è ancora al principio; inoltre Ipodermoclis, con un surreale discorso comunista, incita gli operai allo sciopero, ma Panoramix, distribuendo la pozione magica, accelera enormemente la velocità dei lavori come da lui promesso. Ipodermoclis allora incarica il suo scagnozzo Necrosis di corrompere il fornitore di pietre per il palazzo, in modo da rallentare i lavori; i galli però subodorano l'inganno e si recano alle cave vicino alla Sfinge per recuperare le pietre. Necrosis li rinchiude in una piramide, ma essi, grazie al fiuto di Idefix, trovano una via di uscita e ritornano da Numerobis con il carico.
Ipodermoclis decide allora di allearsi con Cesare, che è contrariato perché rischia di perdere la scommessa, e i due decidono di spedire a Cleopatra una torta avvelenata e incolpare i galli. I tre vengono arrestati, ma grazie ai poteri di Panoramix dimostrano la loro innocenza. Con ciò, anche i romani scoprono della pozione magica che circola nel cantiere, e decidono di raderlo al suolo con un battaglione di fanteria e catapulte al comando del generale Caius Maxibus e del centurione Antivirus. Vistisi perduti, i galli, Otis e Numerobis mandano Asterix e Idefix con una richiesta di soccorso per Cleopatra, mentre Obelix affronta l'esercito romano. Dopo aver bevuto anche lui la pozione, Numerobis affronta Ipodermoclis, che ha rubato quella di Asterix, in un corpo a corpo all'ultimo sangue che vedrà Numerobis vincitore.
Intanto, avvisata da Asterix, Cleopatra si reca al cantiere e dà una gran strigliata a Cesare, imponendogli di cessare l'attacco e mettere i romani a lavorare al cantiere. Il palazzo viene quindi completato entro la scadenza. Cleopatra vince la scommessa e si riconcilia con Cesare, mentre Numerobis viene letteralmente ricoperto d'oro per aver portato a termine i lavori e può così tornare ad essere uno scansafatiche (Emorroidis ancora lo aspetta). Ha quindi luogo il tradizionale banchetto di fine avventura, che questa volta si svolge nel palazzo di Cleopatra, e Asterix passa del tempo insieme all'ancella di Cleopatra di cui si è innamorato, la bella Damenukis.

## Distribuzione

### Edizione italiana
Il doppiaggio italiano del film fu realizzato dalla Cast Doppiaggio e diretto da Carlo Valli, anche autore dei dialoghi. Rispetto alla traduzione italiana del fumetto, fu cambiato il nome del rivale di Numerobis, che lì veniva chiamato Parabris. Come accadrà in tutti i film della serie, il cast vocale cambia completamente rispetto al film precedente. Tuttavia, Ugo Maria Morosi torna a doppiare il personaggio di Obelix come nel film d'animazione Le 12 fatiche di Asterix (1976).

## Riconoscimenti
- Premi César 2003: migliori costumi